# Tipula enderleinana
Tipula enderleinana är en tvåvingeart som beskrevs av Alexander 1929. Tipula enderleinana ingår i släktet Tipula och familjen storharkrankar. Inga underarter finns listade i Catalogue of Life.